# Damias callida
Damias callida là một loài bướm đêm thuộc phân họ Arctiinae, họ Erebidae.